# Torigni-sur-Vire
Torigni-sur-Vire – miejscowość i dawna gmina we Francji, w regionie Normandia, w departamencie Manche. W 2013 roku jej populacja wynosiła 2399 mieszkańców. 
W dniu 1 stycznia 2016 roku z połączenia czterech ówczesnych gmin – Brectouville, Giéville, Guilberville oraz Torigni-sur-Vire – utworzono nową gminę Torigny-les-Villes. Siedzibą gminy została miejscowość Torigni-sur-Vire. 